# Hiệp hội phê bình phim khu vực vịnh San Francisco
Hiệp hội phê bình phim khu vực vịnh San Francisco (SFBAFCC - San Francisco Bay Area Film Critics Circle) hay còn được biết đến với cái tên Hiệp hội phê bình phim San Francisco (San Francisco Film Critics Circle) là một tổ chức được thành lập vào năm 2002 dành cho các nhà báo, nhà phê bình phim từ khu vực vùng San Francisco thuộc bang California nhằm mục đích phê bình các tác phẩm điện ảnh đồng thời vinh danh các tác phẩm bằng các hạng mục trao giải,
Các thành viên tham gia bao gồm các nhà báo, nhà phê bình đến từ các thời báo, tạp chí như San Francisco Chronicle, San Jose Mercury News, Oakland Tribune, Contra Costa Times, San Francisco Bay Guardian, SF Weekly, East Bay Express, San Jose Metro, Palo Alto Weekly, Sonoma Index-Tribune, The San Francisco Examiner, KRON-TV, Variety, Bleeding Cool, CultureVulture.net, Splicedwire.com, và CombustibleCelluloid.com.

## Hạng mục trao giải
Vào tháng 12 hằng năm, thành viên từ Hiệp hội sẽ gặp nhau và bầu cử quyết định trao tặng giải thường của Hiệp hội phê bình phim khu vực vinh San Francisco cho phim được ra mắt cùng năm đó.
Hạng mục Kịch bản xuất sắc nhất đã ngừng trao giải từ năm 2005 mà thay thế vào đó sẽ là hai hạng mục Kịch bản gốc xuất sắc nhất và Kịch bản chuyển thể xuất sắc nhất.
Các hạng mục trao giải bao gồm:
Nam diễn viên chính xuất sắc nhất (Best Actor)
Nữ diễn viên chính xuất sắc nhất (Best Actress)
Quay phim xuất sắc nhất (Best Cinematography)
Đạo diễn xuất sắc nhất (Best Director)
Phim tài liệu hay nhất (Best Documentary Film)
Phim hay nhất (Best Film)
Phim nói tiếng nước ngoài hay nhất (Best Foreign Language Film)
Phim hoạt hình hay nhất (Best Animated Feature)
Nam diễn viên phụ xuất sắc nhất (Best Supporting Actor)
Nữ diễn viên phụ xuất sắc nhất (Best Supporting Actress)
Kịch bản chuyển thể xuất sắc nhất (Best Adapted Screenplay) (2006–nay)
Kịch bản gốc xuất sắc nhất (Best Original Screenplay) (2006–nay)
Kịch bản xuất sắc nhất (Best Screenplay) (2004–2005)

### Phim đoạt được nhiều giải thưởng
- 6 giải thưởng:
  - Bên lề (2004): Nam diễn viên chính xuất sắc nhất, Đạo diễn xuất sắc nhất, Phim hay nhất, Kịch bản xuất sắc nhất, Nam diễn viên phụ xuất sắc nhất, Nữ diễn viên phụ xuất sắc nhất[1]
  - Moonlight (2016): Phim hay nhất, Đạo diễn xuất sắc nhất, Kịch bản xuất sắc nhất, Nam diễn viên phụ xuất sắc nhất, Quay phim xuất sắc nhất và Dựng phim xuất sắc nhất[2]
- 4 giải thưởng:
  - Milk (2008): Phim hay nhất, Đạo diễn xuất sắc nhất, Nam diễn viên chính xuất sắc nhất và Kịch bản gốc xuất sắc nhất[3]
  - Thời thơ ấu (2014): Phim hay nhất, Đạo diễn xuất sắc nhất, Nữ diễn viên phụ xuất sắc nhất và Dựng phim xuất sắc nhất[4]
- 3 giải thưởng:
  - Chuyện tình sau núi (2005): Nam diễn viên chính xuất sắc nhất, Đạo diễn xuất sắc nhất và Phim hay nhất[5]
  - Những đứa trẻ nhỏ (2006): Phim hay nhất, Kịch bản chuyển thể xuất sắc nhất và Nam diễn viên phụ xuất sắc nhất[6]
  - Mạng xã hội (2010): Phim hay nhất, Đạo diễn xuất sắc nhất và Kịch bản chuyển thể xuất sắc nhất[7]
  - Cây đời (2011): Phim hay nhất, ậo diễn xuất sắc nhất và Quay phim xuất sắc nhất[8]
  - Birdman (2014): Nam diễn viên chính xuất sắc nhất, Nữ diễn viên phụ xuất sắc nhất và Kịch bản gốc xuất sắc nhất
  - Max điên: Con đường tử thần (2015): Đạo diễn xuất sắc nhất, Dựng phim xuất sắc nhất và Quay phim xuất sắc nhất
  - Ký sinh trùng (2019): Đạo diễn xuất sắc nhất, Kịch bản gốc xuất sắc nhất, Phim nói tiếng nước ngoài xuất sắc nhất[9]
- 2 giải thưởng:
  - Lạc lối ở Tokyo (2003): Nam diễn viên chính xuất sắc nhất và Phim hay nhất[10]
  - The Assassination of Jesse James by the Coward Robert Ford (2007): Phim hay nhất và Nam diễn viên phụ xuất sắc nhất[11]
  - Away from Her (2007): Nữ diễn viên chính xuất sắc nhất và Kịch bản chuyển thể xuất sắc nhất[12]
  - Võ sĩ (2008): Nam diễn viên chính xuất sắc nhất và Nữ diễn viên phụ xuất sắc nhất[13]
  - Kỵ sĩ bóng đêm (2008): Nam diễn viên phụ xuất sắc nhất và Quay phim xuất sắc nhất[14]
  - Chiến dịch Sói sa mạc (2009): Phim hay nhất và Đạo diễn xuất sắc nhất[15]
  - Diễn văn của nhà vua (2010): Nam diễn viên chính xuất sắc nhất và Kịch bản gốc xuất sắc nhất[16]
  - Trò chơi nội gián (2011): Nam diễn viên chính xuất sắc nhất và Kịch bản chuyển thể xuất sắc nhất
  - Lincoln (2012): Nam diễn viên phụ xuất sắc nhất và Kịch bản chuyển thể xuất sắc nhất
  - Brooklyn (2015): Nữ diễn viên chính xuất sắc nhất và Kịch bản chuyển thể xuất sắc nhất
  - Yêu thương quay về (2015): Nam diễn viên chính xuất sắc nhất và Kịch bản gốc xuất sắc nhất
  - Cuộc đổ bộ bí ẩn (2016): Kịch bản chuyển thể xuất sắc nhất và Dựng phim xuất sắc nhất
  - Rào chắn sắc tộc (2016): Nam diễn viên chính xuất sắc nhất và Nữ diễn viên phụ xuất sắc nhất
  - Người hầu gái (2016): Phim nói tiếng nước ngoài xuất sắc nhất và Thiết kế sản xuất xuất sắc nhất
  - The Florida Project (2017): Phim hay nhất và Nam diễn viên phụ xuất sắc nhất
  - Người đẹp và thủy quái (2017): Đạo diễn xuất sắc nhất và Thiết kế sản xuất xuất sắc nhất

## Lễ trao giải
- 2002: Lễ trao giải Hiệp hội phê bình phim khu vực vịnh San Francisco lần thứ 1
- 2003: Lễ trao giải Hiệp hội phê bình phim khu vực vịnh San Francisco lần thứ 2
- 2004: Lễ trao giải Hiệp hội phê bình phim khu vực vịnh San Francisco lần thứ 3
- 2005: Lễ trao giải Hiệp hội phê bình phim khu vực vịnh San Francisco lần thứ 4
- 2006: Lễ trao giải Hiệp hội phê bình phim khu vực vịnh San Francisco lần thứ 5
- 2007: Lễ trao giải Hiệp hội phê bình phim khu vực vịnh San Francisco lần thứ 6
- 2008: Lễ trao giải Hiệp hội phê bình phim khu vực vịnh San Francisco lần thứ 7
- 2009: Lễ trao giải Hiệp hội phê bình phim khu vực vịnh San Francisco lần thứ 8
- 2010: Lễ trao giải Hiệp hội phê bình phim khu vực vịnh San Francisco lần thứ 9
- 2011: Lễ trao giải Hiệp hội phê bình phim khu vực vịnh San Francisco lần thứ 10
- 2012: Lễ trao giải Hiệp hội phê bình phim khu vực vịnh San Francisco lần thứ 11
- 2013: Lễ trao giải Hiệp hội phê bình phim khu vực vịnh San Francisco lần thứ 12
- 2014: Lễ trao giải Hiệp hội phê bình phim khu vực vịnh San Francisco lần thứ 13
- 2015: Lễ trao giải Hiệp hội phê bình phim khu vực vịnh San Francisco lần thứ 14
- 2016: Lễ trao giải Hiệp hội phê bình phim khu vực vịnh San Francisco lần thứ 15
- 2017: Lễ trao giải Hiệp hội phê bình phim khu vực vịnh San Francisco lần thứ 16
- 2018: Lễ trao giải Hiệp hội phê bình phim khu vực vịnh San Francisco lần thứ 17
- 2019: Lễ trao giải Hiệp hội phê bình phim khu vực vịnh San Francisco lần thứ 18
- 2020: Lễ trao giải Hiệp hội phê bình phim khu vực vịnh San Francisco lần thứ 19